# Shkolni (Krymsk, Krasnodar)
Shkolni (del ruso: Школьный) es un jútor del raión de Krymsk del krai de Krasnodar, en Rusia. Está situada en la orilla izquierda del río Psebeps, en el delta del Kubán, 32 km al oeste de Krymsk y 107 km al oeste de Krasnodar. Tenía 1 203 habitantes en 2010
Pertenece al municipio Varenikovskoye.

## Servicios sociales
La localidad cuenta con una Casa de Cultura.